# Puntius snyderi
Puntius snyderi är en fiskart som beskrevs av Oshima, 1919. Puntius snyderi ingår i släktet Puntius och familjen karpfiskar. Inga underarter finns listade i Catalogue of Life.